# Třída Narval
Třída Narval byla třída diesel-elektrických oceánských ponorek francouzského námořnictva z doby studené války. Celkem bylo postaveno šest jednotek. Všechny byly vyřazeny v letech 1982–1992. Ponorka Espadon se dochovala jako muzeum.

## Stavba
Jednalo se o první novou poválečnou třídu francouzských ponorek, jejíž projekt ovlivnily jak americké modernizační programy GUPPY, tak německá ponorka typu XXI, provozovaná po válce francouzským námořnictvem jako Roland Morillot. V letech 1949–1954 bylo objednáno celkem šest jednotek této třídy. Do služby byly zařazeny v letech 1957–1960.
Jednotky třídy Narval:
| Jméno           | Založení kýlu | Spuštěna          | Vstup do služby  | Osud             |
| --------------- | ------------- | ----------------- | ---------------- | ---------------- |
| Narval (S631)   | 1951          | 11. prosince 1954 | 1. prosince 1957 | vyřazena         |
| Marsouin (S632) | 1951          | 21. května 1955   | 1. října 1957    | vyřazena         |
| Dauphin (S633)  | 1952          | 17. září 1955     | 1. srpna 1958    | vyřazena         |
| Requin (S634)   | 1952          | 3. prosince 1955  | 1. srpna 1958    | vyřazena         |
| Espadon (S637)  | 1955          | 15. září 1958     | 2. dubna 1960    | vyřazena, muzeum |
| Morse (S638)    | 1956          | 10. prosince 1958 | 2. května 1960   | vyřazena         |

## Konstrukce
Výzbroj ponorek tvořilo osm 550mm torpédometů, z toho šest na přídi a dva na zádi. Torpéd bylo neseno 14 kusů. Sonar byl typu DUUA 1. Pohonný systém tvořily dva diesely Schneider a dva elektromotory. Nejvyšší rychlost dosahovala 16 uzlů na hladině a až 18 uzlů pod hladinou.
V letech 1965–1970 ponorky prošly komplexní modernizací, zaměřenou zejména na jejich pohonný systém, elektroniku a výzbroj. Původní diesely nahradily tři nové dieselgenerátory SEMT-Pielstick 12 PA4. Záďové torpédomety byly odstraněny, přičemž se celkový počet torpéd zvýšil na 20. Dostaly též nové sonary DSUV 2 a DUUX 2.